# Ряська фортеця
Ряська фортеця (до 1738 Крутоярська фортеця) — фортеця, споруджена у 1731 році за зразковим проєктом фортець Української лінії. Розташована в селі Ряське, Машівського району Полтавської області.
При фортеці знаходився Перший батальйон Ряського ландміліцейського полку (2-й батальйон цього полку розміщувався в Васильківській фортеці).

## Історія
У фортеці розмістився 1-й батальйон одного з 20 ландміліційних полків, який був сформований у російському місті Ряськ. Від назви міста полк дістав назву Ряський, а фортеця з 1738 року стала називатися Ряською.
В 1770 році піхотні ландміліційські полки увійшли до складу армії, а сам Український корпус було скасовано. З 11 ландміліційних полків чотири зберегли свої назви (33-й Єлецький, 34-й Севський, 70-й Рязький та 71-й Бєльовський), решта увійшли до складу інших полків. 70-й Рязький піхотний полк проіснував під своєю назвою до кінця існування Російської імперії.

## Також
- Українська лінія